# Carinisphena
Carinisphena is een geslacht van rechtvleugeligen uit de familie Pyrgomorphidae. De wetenschappelijke naam van dit geslacht is voor het eerst geldig gepubliceerd in 1966 door Kevan.

## Soorten
Het geslacht Carinisphena  is monotypisch en omvat slechts de volgende soort:
- Carinisphena producta (Kevan, 1966)